# Attingham Park
Attingham Parc /æ t ɪ ŋ əm / est une maison de campagne anglaise et un domaine dans le Shropshire. Situé près du village d'Atcham, sur la route B4380 de Shrewsbury à Wellington. Il appartient au National Trust. C'est un bâtiment classé Grade I.
Attingham Park est construit en 1785 pour Noel Hill (1er baron Berwick). Lord Berwick, ancien député du Shropshire, reçoit son titre en 1784 lors du mandat de premier ministre de William Pitt le Jeune, au cours duquel il joue un rôle déterminant dans la réorganisation de la Compagnie des Indes orientales. Lord Berwick possède déjà une maison sur le site d'Attingham Park appelée Tern Hall, mais avec l'argent qu'il reçoit avec son titre, il charge l'architecte George Steuart de concevoir une nouvelle et plus grande maison à construire autour du manoir d'origine. La nouvelle maison de campagne englobe entièrement l'ancienne propriété et, une fois achevée, elle reçoit le nom d'Attingham Hall .
Le domaine comprend environ 4 000 acres, mais au début des années 1800, il s'est étendu à deux fois ce montant à 8 000 acres (3 000 hectares). Les vastes parcs et jardins de 640 acres (270 hectares) d'Attingham sont classés Grade II*. Plus de 470 000 personnes ont visité la maison en 2017/18, la plaçant comme la quatrième maison la plus populaire du National Trust .
À travers le parc de 640 acres, il y a cinq bâtiments classés Grade II *, notamment les écuries, la maison de péage Tern Lodge qui peut être vue sur la B4380, et deux ponts qui enjambent la rivière Tern. Il existe également douze structures classées Grade II, dont les murs de soutènement du domaine, la maison des abeilles, la maison de glace, le jardin clos, le ha-ha, que l'on peut voir à l'avant du manoir, et la ferme familiale.

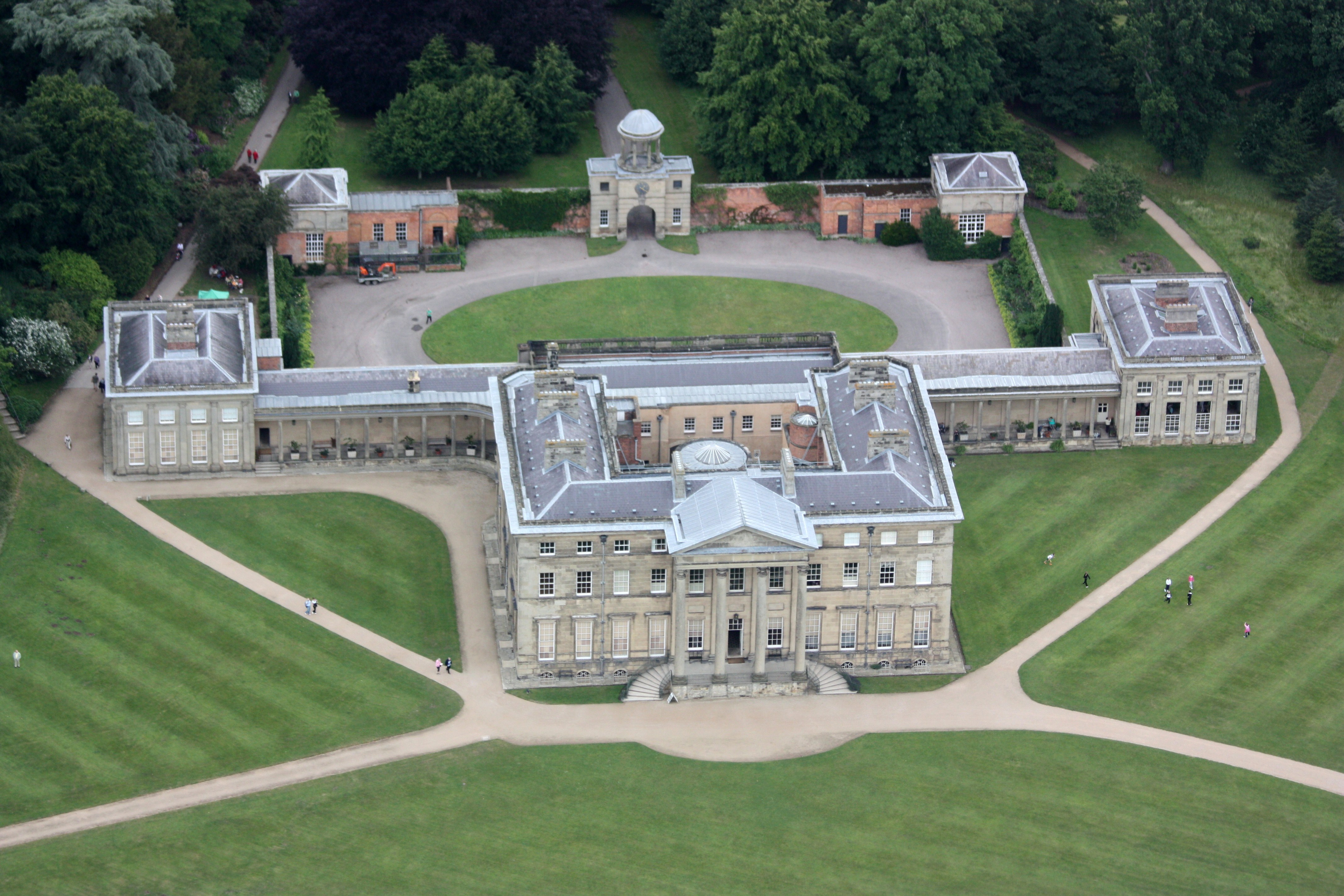
Attingham Hall vu du ciel.

## Utilisation historique du site

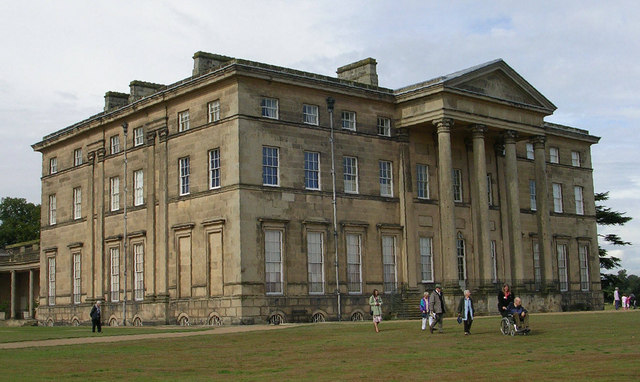
La façade du jardin

L'archéologie d'Attingham Park est diversifiée et couvre de nombreuses périodes différentes de l'histoire et de l'habitation humaine. Les gens ont vécu autour de la zone du domaine pendant environ 4 000 ans depuis l'âge du bronze, utilisant les riches sols alluviaux pour l'agriculture. Il y a sept monuments antiques dans l'ensemble du domaine, notamment une colonie de l'âge du fer, des forts romains et une partie importante de la quatrième plus grande civitas de la Grande-Bretagne romaine, Viroconium, sur le site du village voisin de Wroxeter .
Il y a aussi des palais saxons et un village médiéval qui s'appelait Berwick Maviston. Aujourd'hui, on peut encore voir les vestiges d'un fossé et des étangs piscicoles de l'ancien manoir. Le manoir et le village datent de l'invasion normande, étant mentionnés dans le Domesday Book de 1086. Le manoir d'origine est tombé en ruine à l'époque médiévale, une autre maison connue sous le nom de Grant's Mansion est enregistrée sur le site en 1790. Le village est occupé jusqu'aux années 1780 lorsque le baron Berwick nouvellement créé construit Attingham et enlève le village de ses terres. Le titre de baron Berwick vient du nom de ce village.

## Histoire
Attingham, est le siège des barons Berwick jusqu'à ce que ce titre s'éteigne en 1953. À la mort de Thomas Henry Noel-Hill, 8e baron Berwick (1877-1947) décédé sans enfant, le domaine d'Attingham, comprenant le manoir et quelque 650 acres, est offert au National Trust.
Attingham Park est conçu par George Steuart, un disciple de James Wyatt, dont c'est la seule maison de campagne encore existante . Il est construit de 1772 à 1785 pour Noel Hill (1er baron Berwick), sur le site d'une ancienne maison appelée Tern Hall (qui a été construite selon ses propres plans par Richard Hill de Hawkstone). Les proportions sont critiquées : pour Simon Jenkins « La façade est inconfortablement haute, presque comme une caserne, les colonnes du portique sont douloureusement minces ». Il y a une grande cour d'entrée, avec une imposante guérite, et deux ailes d'un étage s'étendent de chaque côté du bloc principal.
En 1805, John Nash ajoute la galerie de tableaux, un projet qui est défectueux dès le début car il manque d'étanchéité. Construit en fonte et en verre bombé pour donner un effet de corniche, il projette de la lumière dans la galerie en dessous. En 2013, les travaux sont lancés pour la construction d'un nouveau toit de protection au-dessus du délicat toit Nash, remplaçant celui installé dans les années 1970 par un nouveau qui arrête les fuites et réduit l'usure naturelle du temps . Les pièces de réception principales sont divisées en un ensemble masculin et féminin de chaque côté de la maison. Angelica Kauffmann décore un boudoir et il y a trois de ses peintures dans le salon . Le 2e Lord Berwick fait faillite et tout le contenu de la maison est mis aux enchères en 1827 ; certains sont rachetés plus tard .

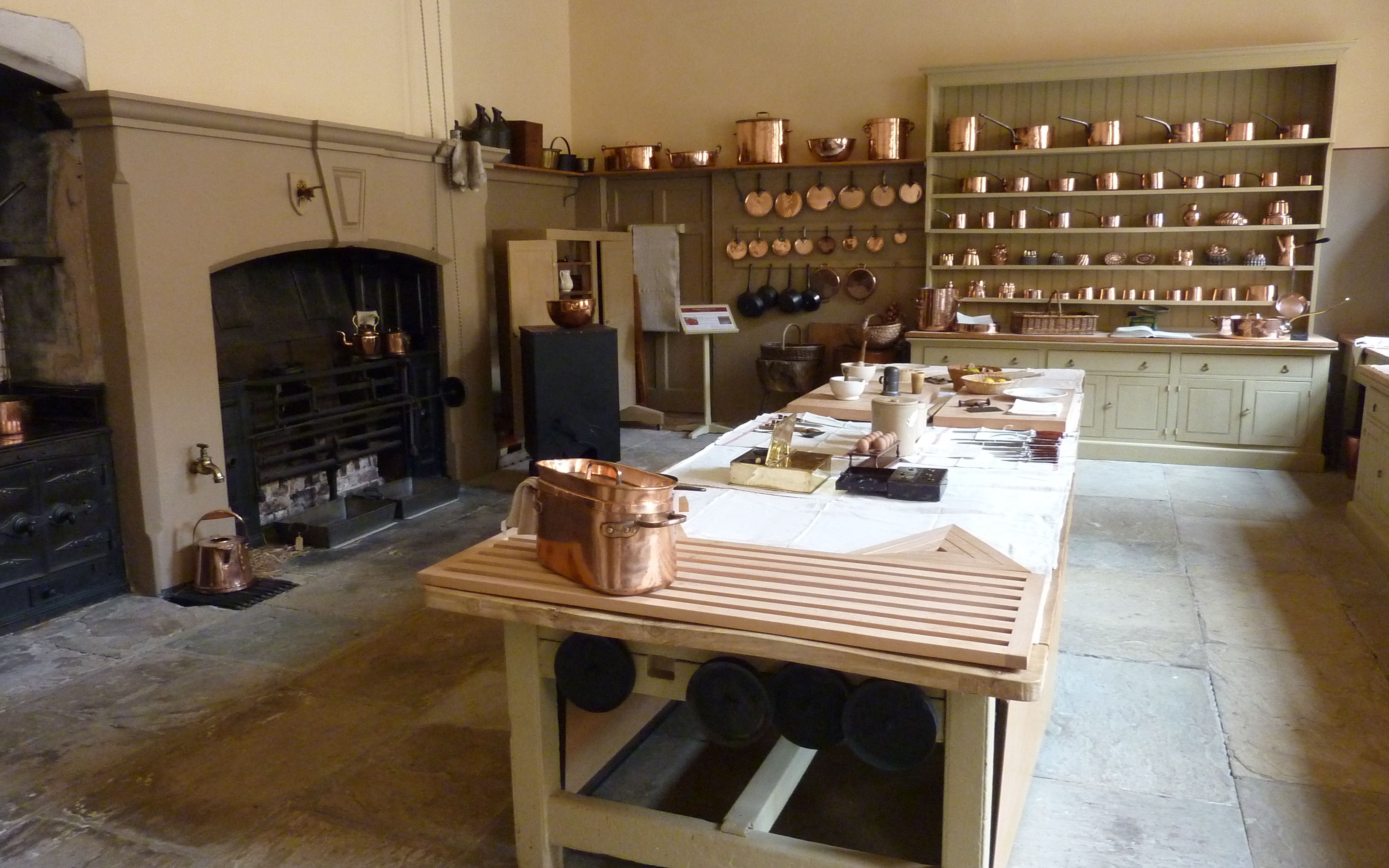
Cuisine à Attingham

La villa à l'italienne voisine de Cronkhill sur le domaine est un pionnier important de ce style en Angleterre. Elle est conçue pour le 2e Lord Berwick, comme un geste généreux pour son ami et agent, Francis Walford, pendant la construction de la galerie de tableaux et de l'escalier. Bien que la villa appartienne au National Trust, elle est louée à titre privé et n'est ouverte aux visiteurs que quelques jours par an .
Pendant la Première Guerre mondiale, Attingham appartient à Thomas, le 8e Lord Berwick. Il loue la propriété à la famille hollandaise-américaine Van Bergen qui encourage la création d'un hôpital pour les soldats blessés à Attingham. L'hôpital ouvre ses portes en octobre 1914 et en 1918, il compte 60 lits et une salle d'opération. Pendant la Première Guerre mondiale, le 8e Lord Berwick sert dans le Shropshire Yeomanry et en tant que diplomate à Paris. Tout au long des années de guerre, il correspond avec Teresa Hulton, qu'il épouse en juin 1919. Pendant la Première Guerre mondiale, Teresa Hulton a travaillé avec des réfugiés belges à Londres et comme infirmière de la Croix-Rouge en Italie.

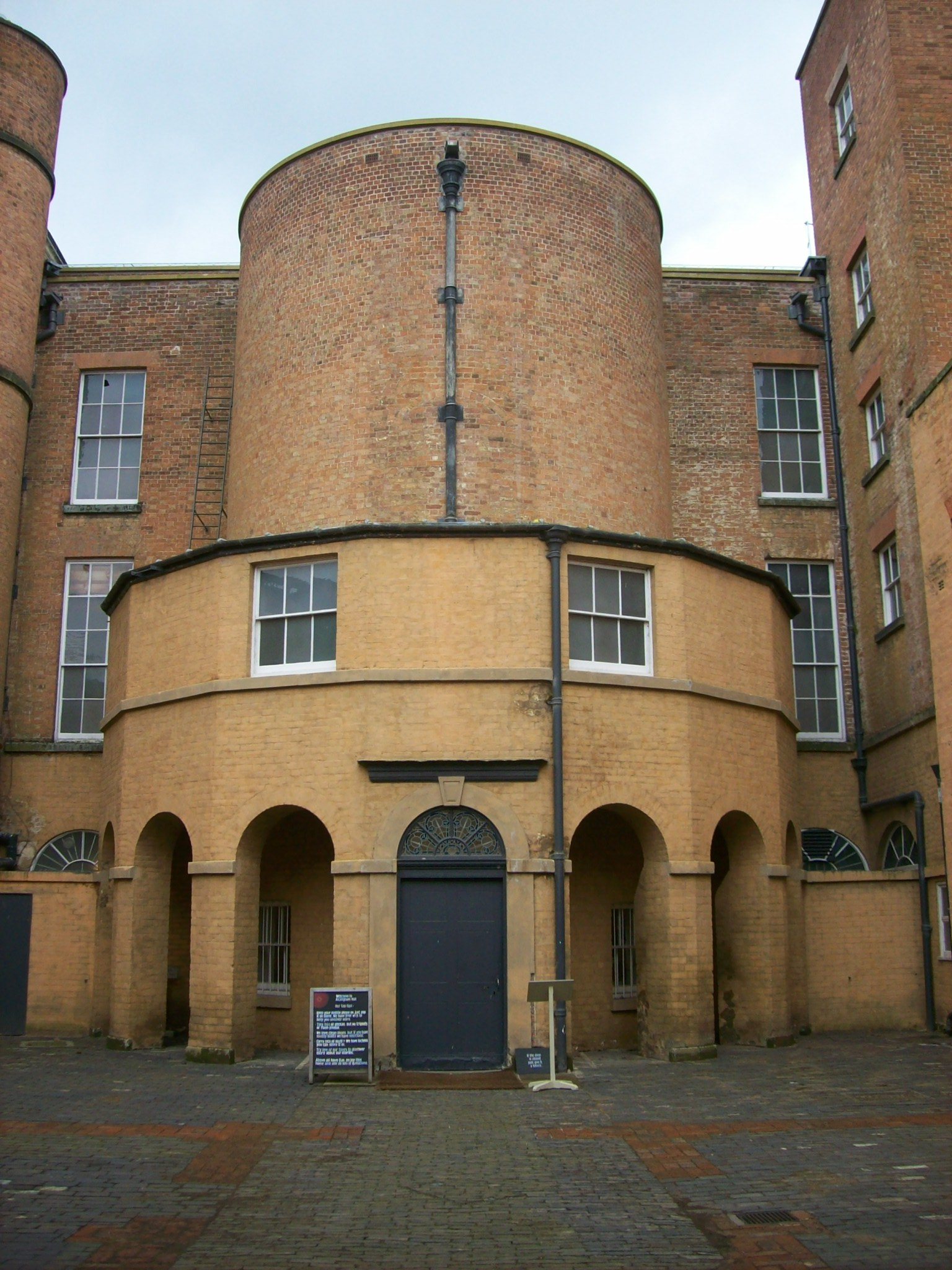
La cour intérieure

Entre 1948 et 1971, un collège d'éducation des adultes occupe le manoir, dirigé par George Trevelyan. En 1952, l'Attingham Trust est créé par George Trevelyan et Helen Lowenthal, le but de l'Attingham Trust étant d'offrir aux conservateurs de musées américains l'opportunité de se renseigner sur les maisons de campagne britanniques. Une école d'été est organisée par l'Attingham Trust chaque année depuis 1952 et comprend désormais un large éventail de maisons de campagne à travers le Royaume-Uni, mais aucune propriété du National Trust. Le nom d'Attingham a depuis été utilisé dans le monde entier avec l'American Friends of the Attingham Trust fondé en 1962 à New York et l'Attingham Society en 1985. L'Attingham Society couvre le monde entier et, aux côtés des américains, son objectif est de garder ses membres en contact et de continuer à intéresser aux maisons de campagne britanniques .
Attingham Park est maintenant le siège régional du National Trust et sur le domaine se trouve également le bureau du Shropshire de Natural England.

## Le domaine
Le parc est aménagé par Humphry Repton et comprend des bois et un parc à cerfs, avec entre 200 et 300 têtes de daims (selon la saison).
Le domaine dispose d'un jardin clos et d'un verger, qui cultive des produits frais qui sont utilisés sur le domaine dans les salons de thé, et vendus aux visiteurs. La viande du daim est également vendue dans la boutique pendant la saison de chasse, en hiver et au début du printemps.
La rivière Tern, qui traverse le centre du domaine, rejoint la plus grande rivière Severn au confluent juste au sud du pont Tern.
Le parc est désigné site d'intérêt scientifique spécial car il abrite de nombreuses espèces rares d'invertébrés. La quantité de bois mort laissée par les arbres tombés autour du parc en fait l'habitat idéal pour une variété d'espèces différentes, principalement des coléoptères. Il y a sept unités de SSSI autour du parc totalisant 190 hectares ou 470 acres, soit près des trois quarts de l'ensemble du domaine .